# Wer bist Du?
Wer bist Du? är musikgruppen Megaherz andra musikalbum, utgivet den 12 juli 1997.

## Låtförteckning
1. Gott sein – 4:15
2. Wer bist Du? – 3:07
3. Schlag' zurück – 4:01
4. Das Leben – 3:59
5. Finsternis – 1:19
6. Licht – 3:51
7. Negativ – 3:44
8. Kopf durch die Wand – 4:31
9. Müde – 4:39
10. Krone der Schöpfung – 4:05
11. Tanzen gehen – 3:23
12. Die Gedanken sind frei – 3:59
13. Hänschenklein Siebenundneunzig – 2:52
14. Wer bist Du? (Noel Pix Mix) – 4:31